# Корш, Фёдор Адамович
Фёдор Ада́мович Корш (10 [22] апреля 1852, урочище Белый ключ, Тифлисская губерния — 28 октября 1923, Голицыно, Московская губерния) — русский антрепренёр, драматург и переводчик, адвокат.
Двоюродный брат Ф. Е. Корша.

## Биография
Происходил из дворян — сын старшего врача при штабе Кавказского гренадерского полка.
Среднее образование получил, в качестве кавказского стипендиата, в гимназических классах Лазаревского института восточных языков (1866—1870). В 1870 году поступил, а 10 июня 1874 года окончил юридический факультет Императорского Московского университета со степенью кандидата права.
С 3 сентября 1874 года был помощником присяжного поверенного у Фёдора Фёдоровича Коврайского. По его свидетельству Корш, несмотря на кратковременность практики, вёл значительное количество уголовных дел, а также занимался под его наблюдением ведением дел гражданских и относительно нравственных качеств известен с отличной стороны. На 5 июня 1875 года Корш проживал в Москве в Хамовнической части во 2-м квартале по Девичьему полю, в доме Якунина. В этот день он обратился с просьбой о получении свидетельства на право ходатайства по чужим делам в Вологодский окружной суд и 11 июня 1875 года «помощнику присяжного поверенного Московской судебной палаты, кандидату прав Ф. А. Коршу выдано из Вологодского Окружного Суда свидетельство на право хождения по чужим делам в Вологодском Окружном Суде». Ходатайствовал в получении этого свидетельства почётный мировой судья из Грязовца Ф. Г. фон Гилленшмидт.
С 1 октября 1878 по 1 октября 1881 года Корш состоял присяжным поверенным в округе Московской судебной палаты. Был товарищем председателя, затем председателем одного из окружных судов Московской судебной палаты.

## Семья
Жена — Екатерина Ивановна, урожд. Шевелкина (1857—1912)
Дети:
- Нина (1876—1946). Училась на Высших женских курсах Герье, работала учительницей и переводчицей. Была хорошо знакома с А. П. Чеховым, переписывалась с ним[2][3]. После 1917 года эмигрировала, жила во Франции. Дочь — Татьяна.
- Варвара (1877—1957). Ее муж (развелись) — книгоиздатель Владимир Михайлович Саблин. Их дети: комдив Юрий Владимирович Саблин, журналист, редактор, переводчик Игорь Владимирович Саблин (1898—1979), кинорежиссёр Владимир Владимирович Корш-Саблин. После развода сыновья жили в семье отца.
- Татьяна (род.1881—?)
- Евгений (1884—1932)
- Петр (ум. в 1911)

## Театр Корша
С детства увлечённый театром, Фёдор Корш, после того как была уничтожена монополия казённых театров, 30 августа 1882 года основал в Москве Русский драматический театр (Театр Корша, Московский частный театр Ф. А. Корша), ставший самым крупным и популярным в Москве общедоступным театром и сыгравший за 35-летний период своего существования заметную роль в культурной жизни России. В театре Корша впервые были поставлены пьесы А. П. Чехова «Иванов» (1887), «Медведь» (1888), Л. Н. Толстого «Плоды просвещения» (1894), «Власть тьмы» (1895). Комедийно-фарсовое направление, преобладавшее в репертуаре театра, Корш поддерживал переводной драматургией.
В 1917 году Корш продал свой театр и уехал на Кавказ. Последние дни своей жизни он провёл в подмосковном Голицыне.
Скончался 28 октября 1923 года в посёлке Голицыно (ныне — город) Московской губернии, похоронен там же.
В 1932 году по договоренности с родственниками Корша его дом перешел к Литфонду и стал Домом творчества писателей Голицыно.

## Сочинения
- Сваха. Комедия в 3-х действиях. — М., 1892.
- Балованное дитя. Комедия в 4-х действиях. — М., 1893.
- Свекровь и невестка. Комедия в 3-х действиях. — М., 1900.

Для своего театра Ф. А. Корш перевёл с французского и немецкого языков ряд пьес:
- А. Доде «Борьба за существование» (совместно с М. В. Аграмовым, 1889);
- В. Сарду и Э. Моро «Мадам Сан-Жен» (1894);
- А. Дюма-сына «Маргарита Готье» (1889);
- О. Мирбо «Раб наживы» (1903);
- Р. Ауэрнгеймера «Пылкая страсть» (1905) и других авторов.